# سعود ناصر
سعود ناصر الظاهري، لاعب كرة قدم قطري.
لعب سابقاً مع النادي العربي ونادي مسيمير ونادي الخريطيات ونادي الشمال ونادي البدع.

## روابط خارجية
- سعود ناصر على موقع Soccerway.com (الإنجليزية)